# Georg Heidingsfelder
Georg Heidingsfelder (* 15. Juni 1887 in Waizendorf (heute Ortsteil von Wolframs-Eschenbach), Landkreis Ansbach; † 24. Januar 1943) war ein deutscher, römisch-katholischer Theologe.

## Leben
Von 1898 bis 1907 besuchte Georg Heidingsfelder das Humanistische Gymnasium in Eichstätt, studierte dort anschließend Theologie und empfing am 29. Juni 1912 die Priesterweihe. Er wurde 1918 in München mit der Arbeit Albert von Sachsen. Sein Lebensgang und sein Kommentar zur Nikomachischen Ethik des Aristoteles zum Dr. theol. promoviert. Heidingsfelder war von 1920 bis 1941 Professor der Philosophie und Pädagogik an der Philosophisch-Theologischen Hochschule Eichstätt.
Nach der Machtergreifung der Nationalsozialisten unterschrieb er zum 11. November 1933 das Bekenntnis der Professoren an den deutschen Universitäten und Hochschulen zu Adolf Hitler.

## Ehrungen und Auszeichnungen
- Ehrenmitglied der K.D.St.V. Trifels München im CV
- Er ist zusammen mit seinem Bruder Franz Heidingsfelder (1882–1942), Professor der Kirchen- und Kunstgeschichte sowie Rektor der Philosophisch-Theologischen Hochschule Regensburg, Namensgeber der Professor-Heidingsfelder-Straße in seinem Geburtsort.[2]

## Schriften
- Albert von Sachsen. Sein Lebensgang und sein Kommentar zur Nikomachischen Ethik des Aristoteles (= Beiträge zur Geschichte der Philosophie des Mittelalters. Texte und Untersuchungen. Bd. 22, 3/4, ZDB-ID 502679-9). Aschendorff, Münster 1921 (Zugleich: München, Universität, Dissertation, 1918; 2. Auflage. ebenda 1927).
- als Herausgeber: Johann Michael Sailer: Priester des Herrn. Texte über Priesterbildung, Priesterleben und Priesterwirken. Verlag „Ars sacra“ J. Müller, München 1926.
- Die Unsterblichkeit der Seele. Hüber, München 1930.
- Zur Aristotelesdeutung in der Renaissance. In: Philosophisches Jahrbuch. Bd. 53, 1940, S. 386–396